# Няваяха
Няваяха  (также Няву-Яха, Нявуяха) — река в России, протекает по Ямало-Ненецкому АО. Длина реки составляет 121 км. Площадь водосборного бассейна — 1450 км². 
Исток реки находится в центральной части Гыданского полуострова на высоте более 22 м над уровнем моря. Преимущественно течёт на северо-запад и север. В среднем и нижнем течении берега обрывистые, заболоченные, многочисленные речные старицы. Активно меандрирует. В долине реки множество небольших озёр, наиболее крупное — Нгарка-Лыдерто. Согласно Государственному каталогу географических названий, впадает с юга в Гыданскую губу в восточной части побережья; в соответствии с Государственным водным реестром России, впадает в Гыду в 3 км от её устья по левому берегу, в 4,5 км запад-северо-западу от села Гыда. Перед устьем ширина реки достигает 140 м, а глубина — 0,8 м. Скорость течения в низовьях — 0,1 м/с.

## Основные притоки
Указаны поименованные притоки длиной 20 км и более .
| Название       | Расстояние от устья | Длина | Положение |
| -------------- | ------------------- | ----- | --------- |
| Хасрёсё        | 6                   | 23    | правый    |
| Хасуй-Нгынянсё | 27                  | 114   | левый     |
| Ханавэйяха     | 35                  | 72    | правый    |

## Данные водного реестра
По данным государственного водного реестра России относится к Нижнеобскому бассейновому округу, водохозяйственный участок — реки бассейна Карского моря от северо-восточной границы бассейна реки Таз до границы бассейна Енисейского залива, речной подбассейн реки — подбассейн отсутствует. Речной бассейн реки — Таз.
Код объекта в государственном водном реестре — 15050000212115300079358.